# 霍努森

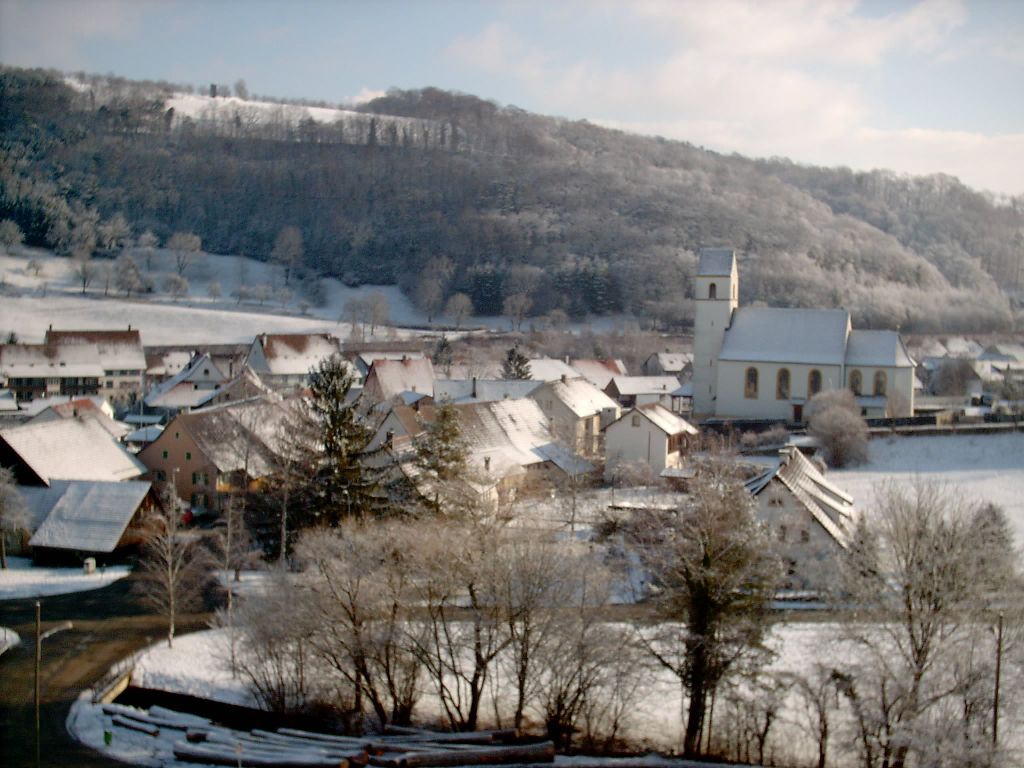

霍努森是瑞士的城鎮，位於該國北部，由阿爾高州負責管轄，面積7.27平方公里，海拔高度382米，2012年人口877，五成半人口信奉羅馬天主教，人口密度每平方公里121人。